# Ekofisk
Ekofisk est le premier gisement pétrolier découvert en mer du Nord, en 1969, et l'un des plus grands gisements de Norvège. Il est situé dans le bloc 2/4 des eaux norvégiennes, à 320 km au sud-ouest de Stavanger. Mis en production par Phillips Petroleum Company en 1971, il bat des records de longévité et son exploitation est prévue au moins jusqu'en 2050. Sa découverte est suivie par de nombreuses autres dans les décennies qui suivent, amorçant ainsi un boom pétrolier en Norvège.
À proximité immédiate se trouvent les champs de Cod, West Ekofisk, Tor, Albuskjell, Eldfisk, Edda et Embla, ce qui constitue le Greater Ekofisk Area (GEA). Le pétrole extrait du GEA est acheminé par l'oléoduc Norpipe vers le terminal de Teeside, au Royaume-Uni, tandis que le gaz est acheminé par gazoduc vers Emden en Allemagne.

## Historique
En 1959 est découvert le champ de gaz géant de Groningue, à terre, dans le nord des Pays-Bas. La décennie 1960 est marquée par le forage de plus de 200 puits d'exploration offshore, en mer du Nord, sans aucune découverte d'hydrocarbures. Finalement, le champ Ekofisk est découvert en octobre 1969 dans un réservoir crayeux (fait encore inhabituel à l'époque) à la pointe sud des eaux norvégiennes, ce qui relance alors l'exploration de la mer du Nord qui s'avère être la plus grande région pétrolière entièrement nouvelle depuis 1945.
Ekofisk entre en production en juin 1971 avec moins de 50 000 bbl/j. La production augmente rapidement dans les années qui suivent. En 2021, après 50 ans de production, Ekofisk a donné au total 3 millions de barils, soit en moyenne sur cette période 164 000 bbl/j. En 2019, la production est de 125 000 bbl/j.

## Géologie
Le gisement Ekofisk est un anticlinal allongé selon une direction nord-sud et comportant un graben central. L'anticlinal couvre 49 km2 et s'est formé à la suite de remontées sous forme de diapirs de la couche de sel du Zechstein. Le piège se trouve à environ 3 km de profondeur et est constitué par de la craie d'âge Paléocène (formation d'Ekofisk (en)) et Crétacé supérieur (formation de Tor (en)). La porosité de la craie, constituée de tests calcaires de coccolithophoridés, se situe entre 30 et 40 %. La roche mère est constituée par les argiles noires du Kimméridgien.
La structure géologique est découverte par sismique réflexion dans les années 1960. Les premières interprétations sont erronées à cause des poches de gaz du Cénozoïque surplombant et masquant l'anticlinal. Toutefois la forte porosité peut être détectée par l'analyse des amplitudes sismiques ; ceci allié à une carte isopaque bien tracée permet de déterminer le potentiel du réservoir.

## Caractéristiques
Le gisement possède des réserves ultimes de 3,3 Gbbl de pétrole et 180 Gm3 de gaz naturel, dont les deux tiers sont déjà extraits. La mise en place, dans les années 1980, d'une exploitation par injection d'eau exceptionnellement réussie prolonge la durée de vie du gisement jusqu'en 2050.
Ainsi, en 2019, Ekofisk produit encore 125 000 bbl/j. Les estimations initiales prédisaient que 17 % du pétrole en place serait extrait, et ce taux a été progressivement revu à la hausse jusqu'à 50 %. Le mécanisme de récupération du pétrole doit beaucoup à la compactification inattendue du réservoir de craie dont les conséquences auraient pu être dramatiques. Les installations ont été entièrement remaniées récemment, et le gisement, exploité par ConocoPhillips, pourrait rester en exploitation jusqu'en 2050. Ainsi, le premier gisement norvégien à produire du pétrole pourrait aussi être le dernier.

## Accidents
Le 22 avril 1977, un blowout survient sur la plateforme Bravo du complexe Ekofisk. La cause en est une valve de sécurité mal installée sur le forage. Tous les employés présents sur place sont évacués sans faire aucun blessé. L'américain Red Adair et son équipe spécialisée sont appelées et rétablissent la situation le 30 avril,.
C'est le plus grand blowout survenu en mer du Nord, avec une perte estimée de 202 000 bbl et une pollution marine comprise entre 80 000 bbl et 120 000 bbl (une partie des hydrocarbures s'évapore directement dans l'atmosphère). Le vent et la forte houle fragmentent et dispersent rapidement la nappe de pétrole.

## Subsidence des installations et sauvetage
Dans le milieu des années 1980 le site d'Ekofisk dans son ensemble et les plates-formes en particulier, se sont avérées subir un phénomène de subsidence. L’étude géologique a montré que ce dernier était lié à la dégradation de la craie qui constituait l'enveloppe de la poche de pétrole. Au fur et à mesure de l’extraction des hydrocarbures et de leur remplacement par de l’eau, la craie a commencé à se décomposer du fait de la très haute pression inter-grains puis à se recomposer sous une forme plus compacte et avec une porosité plus faible. Un enfoncement de près de quatre mètres a été constaté et l’on a calculé qu’au rythme de 35 cm/an  l'affaissement total serait de plus de 6 mètres à la fin de la concession ce qui était beaucoup trop en cas de forte tempête. Le gouvernement norvégien a donc imposé à Phillips de prendre des mesures.
Il a été demandé à une entreprise d’ingénierie française, Technip, de trouver une solution afin de rehausser ces plateformes. Sachant que 5 sur 7 d’entre elles étaient reliées, une contrainte forte était de pouvoir les surélever simultanément. Des vérins de soutènement ont donc été fixés le long des jambes, ces dernières ont été coupées et d’imposantes brides y furent soudées.
Les plates-formes ont alors toutes été rehaussées simultanément d'environ 6 mètres et les entretoises intercalées. Après fixation complète par boulonnage de toutes les entretoises, les plates-formes se sont à nouveau retrouvées en sécurité.
L’opération effectuée en quatre jours a été terminée le 17 août 1987 à 23:30, grâce aux 108 vérins hydrauliques synchronisés par un réseau de 14 CNCs NUM760F. La tolérance entre les vérins (3 mm pour une extension de 6 mètres, 100 mm entre plateformes) devait être maintenue pendant 38 heures. Au cours de l’opération d’insertion des entretoises, c’est sur ces vérins que reposait toute la charge des plateformes. À titre de répétition, la plate-forme hôtel, qui est indépendante, avait été surélevée quelques jours auparavant. Avec cette capacité de levage de près de 40 000 tonnes, l’opération a été publiée dans le livre Guinness des records comme étant le plus grand relevage jamais effectué.

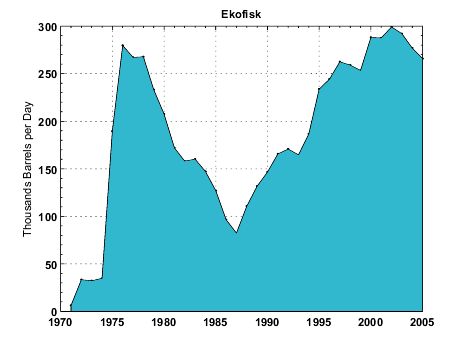
Historique de la production de pétrole d'Ekofisk.